# Sonne, Wein und harte Nüsse
Sonne, Wein und harte Nüsse war eine deutsche Krimiserie, die vom 25. September 1979 bis zum 12. November 1981 im Vorabendprogramm der ARD lief. Sie spielte an der französischen Mittelmeerküste, wo ein deutscher Kriminalbeamter im Ruhestand (dargestellt von Erik Ode, bekannt aus „Der Kommissar“) der örtlichen Polizei bei der Aufklärung von Kriminalfällen half.
Die Serie ist auch auf DVD erschienen.

## Handlung
Eric Ott war 40 Jahre lang Polizist bei der Kriminalpolizei in Deutschland. Nach seiner Pensionierung zieht er zu seiner Schwester Ilse in die südfranzösische Stadt Valbonne. Doch statt dort wie erhofft einen ruhigen Lebensabend zu verbringen, wird er sofort in ein aktuelles Verbrechen verwickelt, bei dessen Aufklärung Ott der örtlichen Polizei hilft. In der Folge wird er von seinem Freund, dem französischen Inspektor Giraud, immer wieder um Hilfe bei den Ermittlungen in verschiedenen Kriminalfällen (Einbrüche, Falschgeld, Drogenschmuggel, Falschspieler) gebeten.

## Hintergrund
Sonne, Wein und harte Nüsse wurde ausschließlich in der Provence und an der Côte d’Azur gedreht. In der ZDF-Fernsehserie Zum kleinen Fisch hatte bereits 1977 ein pensionierter Kriminalkommissar in Südfrankreich ermittelt.
Die Teilnahme von Erik Odes Ehefrau Hilde Volk war eine Bedingung Odes, da er für die Dreharbeiten nicht so lange von ihr getrennt sein wollte. Da die Filme seinerzeit nicht durch Werbung unterbrochen werden durften, wurden die sieben Fälle der ersten Staffel in zwei Teilen an einem Abend gezeigt. Darin gab Erik Ode als Eric Ott den Zuschauern eine Zusammenfassung der Handlung des ersten Teils. In der zweiten Staffel waren die Episoden dann nur noch halb so lang.
In Szenen, in denen nur Französisch gesprochen wurde, fasste Erik Ode die Dialoge auf Deutsch zusammen. Darüber hinaus sprach er oft aus dem Off. Gastauftritte hatte unter anderem Reinhard Glemnitz (Odes ehemaliger Assistent Heines aus Der Kommissar); auf diese gemeinsame Vergangenheit wurde auch mehrfach in Form von Insider-Witzen angespielt.
Die französisch anmutende Musik wurde von dem bekannten deutschen Jazzmusiker Rolf Kühn komponiert. Für die Drehbücher waren überwiegend erfolgreiche deutsche Autoren von Kriminalromanen verantwortlich, darunter Hansjörg Martin, Detlef Müller und Maria Matray.

## Episoden
1. Staffel (1979)
1. Die Sache mit dem Koffer, Teil 1
2. Die Sache mit dem Koffer, Teil 2
3. Die Sache mit der Madonna, Teil 1
4. Die Sache mit der Madonna, Teil 2
5. Die Sache mit dem Schuß, Teil 1
6. Die Sache mit dem Schuß, Teil 2
7. Die Sache mit dem Backofen, Teil 1
8. Die Sache mit dem Backofen, Teil 2
9. Die Sache mit King Harry, Teil 1
10. Die Sache mit King Harry, Teil 2
11. Die Sache mit dem Augenzeugen, Teil 1
12. Die Sache mit dem Augenzeugen, Teil 2
13. Die Sache mit dem Rennrad, Teil 1
14. Die Sache mit dem Rennrad, Teil 2

2. Staffel (1981)
1. Die Sache mit der klassischen Bildung
2. Die Sache mit dem traurigen Wirt
3. Die Sache mit den beiden Rentnern
4. Die Sache mit der Federwaage
5. Die Sache mit dem Roulett
6. Die Sache mit dem Filmteam
7. Die Sache mit dem Schnurrbart
8. Die Sache mit dem schönen Albert
9. Die Sache mit der Morgenzeitung
10. Die Sache mit dem reichen Bauern
11. Die Sache mit dem Sträfling
12. Die Sache mit der indischen Seide
13. Die Sache mit dem Weinkeller
14. Die Sache mit dem seltsamen Duft